# Apatolestes
Apatolestes (лат.) — род слепней из подсемейства Pangoniinae.

## Внешнее строение
Длина тела от 8 до 17 мм. Глаза голые. Простые глазки хорошо развиты. Лоб у самок на верху сужается. Нижняя лобная мозоль вздутая. Усики на конце сужаются. Жгутик усика состоит из восьми члеников. Хоботок короткий и расширенный. На крыле костальная ячейка и поперечные жилки иногда затемнённые. Брюшко удлинённое, по ширине равно груди.

## Биология
Самки видов Apatolestes comastes и Apatolestes rugosus питаются кровью на оленей, а Apatolestes ater and Apatolestes willistoni нападают на человека. Особенности жизненного цикла изучены у Apatolestes actites. Личинки этого вида развиваются в песчаной относительно засоленной почве на глубине от 8 до 36 см. Имаго активны с начала июня до середины июля. Продложительность жизни взрослых особей от 5 до 9 суток. Первую партию яиц самки могут откладывать автогенно, без питания кровью. В первом гонотрофическом цикле развивается до 415 яиц, во втором — до втором 54. Яйца откладывают в норы ракообразных и реже в коряги на берегу моря. В период выхода имаго из куколок ими питаются деревенская ласточка и певчая овсянка.

## Таксономия и классификация
В состав рода включают следующие виды.
- Apatolestes actites Philip and Steffan, 1962
- Apatolestes aitkeni Philip, 1941
- Apatolestes albipilosus Brennan, 1935
- Apatolestes ater Brennan, 1935
- Apatolestes colei Philip, 1941
- Apatolestes comastes Williston, 1885
- Apatolestes hinei Brennan, 1935
- Apatolestes parkeri Philip, 1941
- Apatolestes philipi Pechuman, 1985
- Apatolestes rossi Philip, 1950
- Apatolestes rugosus Middlekauff and Lane, 1976
- Apatolestes villosulus Bigot, 1892
- Apatolestes willistoni Brennan, 1935

## Распространение
Представители рода встречаются на севере Мексики, западной части США и на юго-западе Канады.